# 迪奧西格鄉
47°18′N 22°00′E / 47.300°N 22.000°E
迪奧西格鄉（羅馬尼亞語：Comuna Diosig, Bihor），是羅馬尼亞的鄉份，位於該國西北部，由比霍爾縣負責管轄，面積93平方公里，海拔高度102米，2007年人口6,912，人口密度每平方公里74人。

## 友好城市
- 法國 丰特奈勒孔特